# یولیا اوبرانکوویچ
یولیا اوبرانکوویچ (مجاری: Júlia Ubrankovics؛ زادهٔ ۱۸ اوت ۱۹۸۳) بازیگر اهل مجارستان است.
از فیلم‌ها یا مجموعه‌های تلویزیونی که وی در آن‌ها نقش داشته‌است، می‌توان به گنجشک سرخ، هم‌طلاقان و هاوایی فایو-زیرو اشاره نمود.